# Eduardo Bolsonaro
Eduardo Nantes Bolsonaro GORB (Resende, 10 de julho de 1984) é um advogado, policial federal e político brasileiro, filiado ao Partido Liberal (PL). É filho do ex-presidente do Brasil, Jair Bolsonaro, e exerce mandato de deputado federal pelo estado de São Paulo desde 2015. Entre 18 de março e 20 de julho de 2025, esteve licenciado do cargo, residindo nos Estados Unidos, onde articula sanções comerciais contra o Brasil em tentativa de livrar seu pai de ser legalmente julgado de acordo com as leis nacionais.
A confirmação oficial do seu retorno à Câmara dos Deputados do Brasil ainda não foi divulgada.

## Família, educação e início da carreira
Eduardo é o terceiro filho do ex-Presidente do Brasil e capitão da reserva do Exército, Jair Bolsonaro, e de Rogéria Nantes Nunes Braga, irmão dos políticos Carlos Bolsonaro, atual vereador do município do Rio de Janeiro e Flávio Bolsonaro, atual senador pelo estado do Rio de Janeiro. Estudou o ensino fundamental nos colégios Batista e Palas. Graduou-se em Direito na Universidade Federal do Rio de Janeiro (UFRJ) em março de 2009 e foi inscrito na seccional do Rio de Janeiro da Ordem dos Advogados do Brasil, sob o número 159 032. Tornou-se escrivão da Polícia Federal aprovado em concurso público.
Casou-se no dia 25 de maio de 2019, sob forte esquema de segurança, com Heloísa Wolf, em cerimônia que contou com cerca de 150 convidados, incluindo seu pai, Jair. O casal teve sua primeira filha, Geórgia Bolsonaro, em 10 de outubro de 2020.

## Carreira política
Alinhado com posições da direita, Eduardo é conhecido pelas polêmicas juntamente com seu pai em se opor ao casamento entre pessoas do mesmo sexo e política de cotas, também pretende criminalizar o comunismo no Brasil. É considerado por parte da imprensa brasileira como um político ligado à extrema-direita.
Quando era filiado ao Partido Social Cristão (PSC), disputou o cargo de deputado federal nas eleições de São Paulo em 2014, elegendo-se com 82 224 votos. Em 2018, foi reeleito deputado federal pelo Partido Social Liberal (PSL), com 1 843 735 votos, sendo o mais votado da história do Brasil. Foi reeleito em 2022, com 741 701 votos, foi reeleito mais uma vez deputado federal por São Paulo, desta vez sendo filiado ao Partido Liberal (PL).
Em março de 2025, Eduardo anunciou num vídeo nas suas redes sociais que tirou licença do cargo de deputado federal para morar nos Estados Unidos. Segundo ele, tomou essa decisão devido às "perseguições políticas" que ele e o seu pai, Jair Bolsonaro, estariam enfrentando no Brasil.

### Posicionamentos

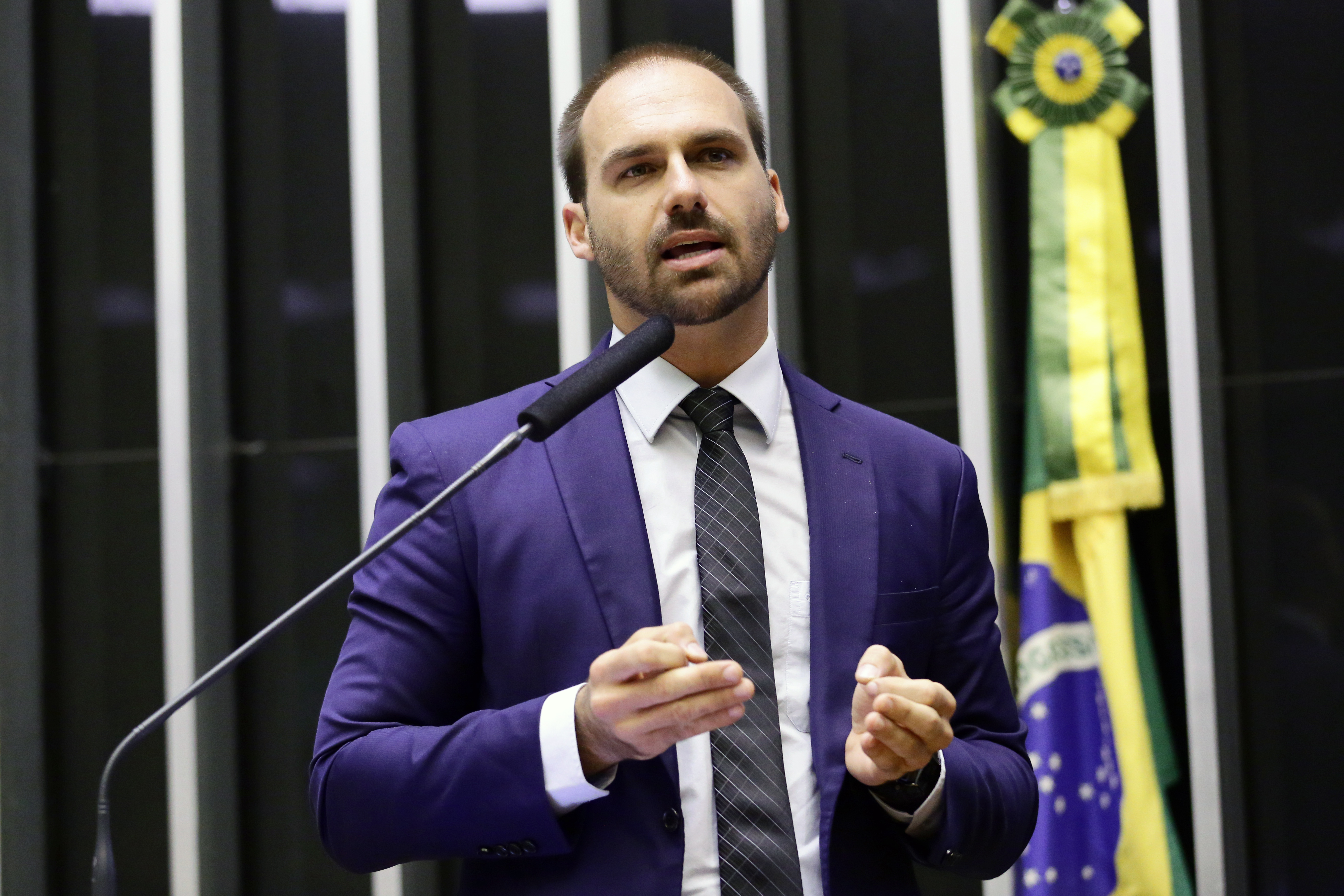
Eduardo Bolsonaro em discurso no plenário da Câmara Federal

Suas principais propostas são a redução da maioridade penal, agronegócio contra invasões Movimento dos Trabalhadores Rurais sem Terra (MST), fim do auxílio-reclusão para presos, trabalho obrigatório para presos, planejamento familiar (PEC 584/02), contra o desarmamento, valorização das forças armadas e a favor do livre-comércio.
Em 27 de abril de 2016, propôs na Câmara dos Deputados um projeto de lei que pretende anular a Resolução 213/15, do Conselho Nacional de Justiça (CNJ), que instituiu as chamadas "audiências de custódia", criando a obrigatoriedade de apresentação de toda pessoa presa a um juiz de direito no prazo máximo de 24 horas. Bolsonaro argumentou que a resolução teria vícios processuais, ao dispor sobre processo penal, além de administrativos, uma vez que impõe tarefas a outras repartições não ligadas ao Judiciário.
Em 24 de maio de 2016, apresentou um projeto de lei que criminaliza o comunismo. A alteração proposta equipara apologia ao comunismo à apologia ao nazismo § 1º Fabricar, comercializar, distribuir ou veicular símbolos, emblemas, ornamentos, distintivos ou propaganda que utilizem a cruz suástica ou gamada, a foice e o martelo ou quaisquer outros meios para fins de divulgação favorável ao nazismo ou ao comunismo.”
Em 24 de novembro de 2016, posicionou-se contrário a anistia ao caixa 2, que visava anistiar crimes de corrupção.

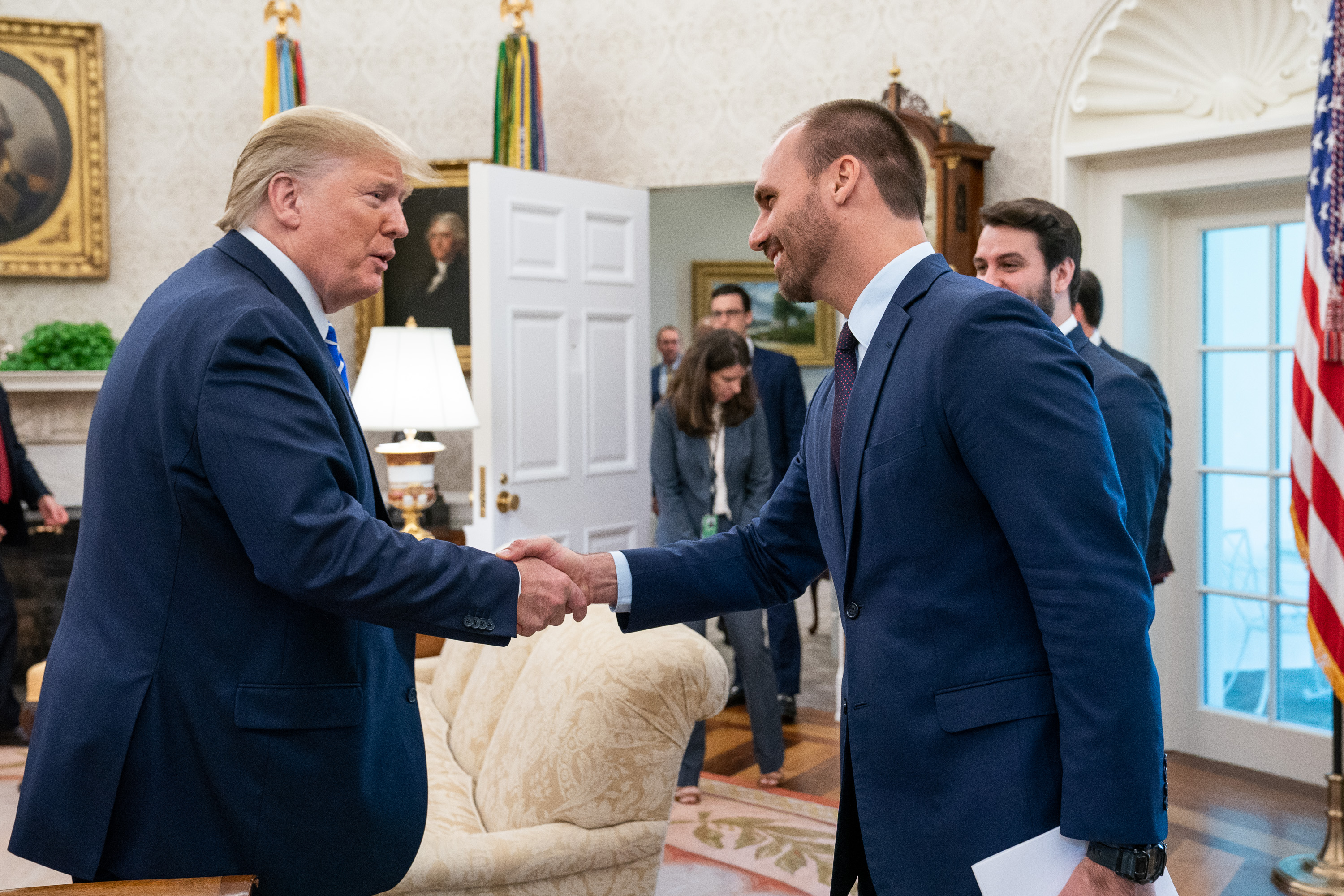
Eduardo Bolsonaro com o presidente dos Estados Unidos Donald Trump no Salão Oval, 30 de agosto de 2019

Em 14 de dezembro de 2016, Eduardo entrou com uma liminar para resgatar o projeto anticorrupção onde teve 2 milhões de assinaturas. O projeto teria sido alterado pela Câmara e sendo incluído abuso de autoridade para juízes e procuradores. No mesmo dia, o ministro do STF, Luiz Fux aceitou a liminar e o projeto anticorrupção voltou ao status quo.
Votou a favor do Processo de impeachment de Dilma Rousseff. Já durante o Governo Michel Temer, votou a favor da PEC do Teto dos Gastos Públicos. Em abril de 2017 foi favorável à Reforma Trabalhista. Em agosto de 2017 votou a favor do processo em que se pedia abertura de investigação do presidente Michel Temer. Já durante o Governo Bolsonaro, em julho de 2019 deu apoio à Reforma da previdência.

### Porte de arma
No dia 25 de outubro de 2014, em manifestação pelo impeachment de Dilma Rousseff, foi o condutor do evento e esteve presente com uma pistola na cintura, mesmo alegando o porte legal de armas, causou controvérsia. Em entrevista ao jornal El Pais, Eduardo justificou por ter ido armado: "Eu sou policial federal 24 horas por dia. Existem inúmeros exemplos de policiais que morrem fora de serviço, sob encomenda, principalmente do Primeiro Comando da Capital. É meu hábito, é normal, tenho porte. O que quer que eu faça? Não vejo por que teria que ir desarmado, se eu sempre ando armado mesmo". Para a revista Veja, justificou dizendo: "Sou um potencial troféu para os vagabundos que queiram me matar, por causa da minha família e da ligação com a política. Não posso nunca dar bobeira. Só não levarei a pistola para a Câmara por ser proibido".

### Denúncia da PGR por ameaça
No dia 13 de abril de 2018, procuradora-geral da República Raquel Dodge apresentou denúncia ao Supremo Tribunal Federal (STF) contra o deputado federal Eduardo Bolsonaro por ameaças que o parlamentar teria proferido contra a jornalista Patrícia Lélis. De acordo com a denúncia, Eduardo Bolsonaro enviou mensagens por meio de um aplicativo de celular ameaçando Lélis e proferiu palavras de baixo calão. A PGR afirma que, em uma das mensagens, questionado se o diálogo se trataria de uma ameaça, respondeu: "Entenda como quiser". O deputado afirma que as mensagens apresentadas por Patrícia Lélis são forjadas e ela teria conversado com outra pessoa que se passava por ele.
"O denunciado era plenamente capaz à época dos fatos, tinha consciência da ilicitude e dele exigia-se conduta diversa. Relevante destacar que o denunciado teve a preocupação em não deixar rastro das ameaças dirigidas à vítima alterando a configuração padrão do aplicativo Telegram para que as mensagens fossem automaticamente destruídas após 5 (cinco) segundos depois de enviadas", diz Dodge. "A conduta ainda é especialmente valorada em razão de o acusado atribuir ofensas pessoais à vítima no intuito de desmoralizá-la, desqualificá-la, intimidá-la ('otária', 'abusada', 'vai para o inferno', 'puta' e 'vagabunda')", complementa.
Patrícia Lélis ficou conhecida após acusar o deputado Marco Feliciano de estupro no dia e horário que o deputado estava em reunião, após ser desmentida no programa Superpop da RedeTV!, virou ré por falsa comunicação de crime e extorsão. Questionada como o deputado Feliciano poderia estar em dois lugares ao mesmo tempo, Patrícia Lélis respondeu que o deputado recebeu onipresença de Deus. Um laudo da Polícia Civil de São Paulo mostrou que Patrícia Lélis é mitomaníaca e mente compulsivamente. No dia 20 de dezembro de 2019 Patrícia Lélis foi presa nos Estados Unidos por falsa comunicação de crime, sendo solta 3 dias depois, sem autorização para deixar o estado da Virginia sob risco de prisão sem direito a fiança.

### Fechamento do STF
Em outubro de 2018, circulou nas redes sociais um vídeo de Eduardo Bolsonaro feito em 9 de julho do mesmo ano em um curso no município de Cascavel, no Paraná, para interessados em prestar concursos públicos. Durante a filmagem, que foi postada no YouTube, o deputado é questionado sobre como reagiria caso o Supremo Tribunal Federal (STF) indeferisse a candidatura de seu pai, Jair Bolsonaro. Eduardo afirmou no vídeo que o bastaria um "cabo e um soldado" se alguém "quiser fechar o STF". Em sua fala na íntegra, o parlamentar disse: "Mas se o STF quiser arguir qualquer coisa, sei lá – recebeu uma doação ilegal de cem reais do José da Silva… pô, impugna a ação dele… a candidatura dele. Eu não acho isso improvável, não. Mas aí vai ter que pagar para ver. Será que eles vão ter essa força mesmo? O pessoal até brinca lá, cara: 'se quiser fechar o STF, você sabe o que você faz? Você não manda nem um jipe. Manda um soldado e um cabo'. Não é querer desmerecer o soldado e o cabo, não. O que que é o STF, cara? Tira o poder da caneta de um ministro do STF, o que ele é na rua? Você acha que a população… Se você prender um ministro do STF, você acha que vai ter uma manifestação a favor dos ministros do STF?".
Em um vídeo gravado três dias depois, durante uma audiência pública sobre o voto impresso na Comissão de Ciência e Tecnologia da Câmara dos Deputados, em 12 de julho, Eduardo Bolsonaro voltou a questionar a autoridade do STF e mencionou uma "ruptura mais dolorosa". "Eu acredito que caso o próximo presidente venha a tomar medidas e aprovar projetos que sejam contrários ao gosto desse Supremo, eles vão declarar inconstitucional. E, aqui, a gente não vai se dobrar a eles não. Eu quero ver alguém reclamar quando estiver no momento de ruptura mais dolorosa do que colocar dez ministros a mais na suprema corte. Se este momento chegar, quero ver quem vai para rua fazer manifestação pelo STF, quem vai pra rua dizer 'ministro X, volte, estamos com saudades' [...] A gente brinca aqui que juiz acha que tem o rei na barriga e que o ministro da Suprema Corte tem certeza que tem o rei na barriga. Tem que mudar isso daí", afirmou o deputado federal. Em um artigo publicado no dia 19 de junho deste ano pelo jornal goiano Hora Extra, intitulado "Pensar fora da caixinha para derrubar a ditadura do STF", Eduardo Bolsonaro já havia atacado as decisões do STF e afirmado ser necessária uma "contrarrevolução" contra a principal instituição do Judiciário.
A fala causou forte controvérsia. Os ministros do Supremo Dias Toffoli, Celso de Mello, Alexandre de Moraes e Gilmar Mendes criticaram fortemente as declarações do deputado federal. O ex-presidente Fernando Henrique Cardoso também usou as redes sociais para expressar seu repúdio. O PT e o PSOL pediram que a Procuradoria-Geral da República (PGR) investigasse a declaração do deputado. João Otávio de Noronha, o presidente do Superior Tribunal de Justiça (STJ), disse, no entanto, que houve "superdimensionamento" da declaração e que "não vê interesse de ameaça".
Em sua defesa, Eduardo Bolsonaro disse que "nunca defendeu o fechamento do STF", que "pede desculpas" caso tenha "ofendido ou atingido alguém" e que respondeu "a uma hipótese esdrúxula, onde Jair Bolsonaro teria sua candidatura impugnada pelo STF sem qualquer fundamento". Jair Bolsonaro, por sua vez, disse que "quem falou em fechar o STF tem que consultar um psiquiatra". Posteriormente, declarou: "Eu também, em nome dele, peço desculpas ao Poder Judiciário. Não foi a intenção dele atacar quem quer que seja. E eu espero que, como todos nós podemos errar, que os nossos irmãos do Poder Judiciário deem por encerrada essa questão." Bolsonaro também enviou uma carta ao ministro Celso de Mello onde afirma que o Supremo "é o guardião da Constituição" e que "todos temos de prestigiar a Corte".

### Acusação de nepotismo
Em 2019 foi cogitado por seu pai, à época presidente da República Jair Bolsonaro, para ser indicado ao cargo de embaixador do Brasil em Washington, Estados Unidos. No entanto, não recebendo apoio do Senado Federal, ao qual caberia aprovar a indicação sendo acusado de nepotismo, posteriormente, Eduardo desistiu de pleitear o cargo.

### Ataque virtual a jornalistas
Em setembro de 2019, Jair e Eduardo Bolsonaro usaram suas redes sociais para expor suas insatisfações com matéria da revista Época. A partir deste momento, os jornalistas começaram a ser atacados nas rede sociais. Em nota, a Associação Brasileira de Jornalismo Investigativo (ABRAJI) criticou a atitude dos políticos:
| “ | "Trata-se de uma atitude típica de políticos autoritários, e não de quem tem compromisso com o princípio constitucional que garante a liberdade de expressão. Quem se vale de sua posição de poder para instigar o público contra a imprensa busca restringir sua atuação – em uma democracia, é inadmissível que isso ocorra." (…) "A crítica aos veículos e jornalistas também deve ser livre – é normal que sua atuação passe pelo escrutínio dos participantes da esfera pública. Mas a própria democracia passa a ser alvo quando críticas se transformam em ataques, ainda mais se estes provêm de representantes eleitos e são amplificados e coordenados por redes sociais." | ” |

### Apoio ao AI-5

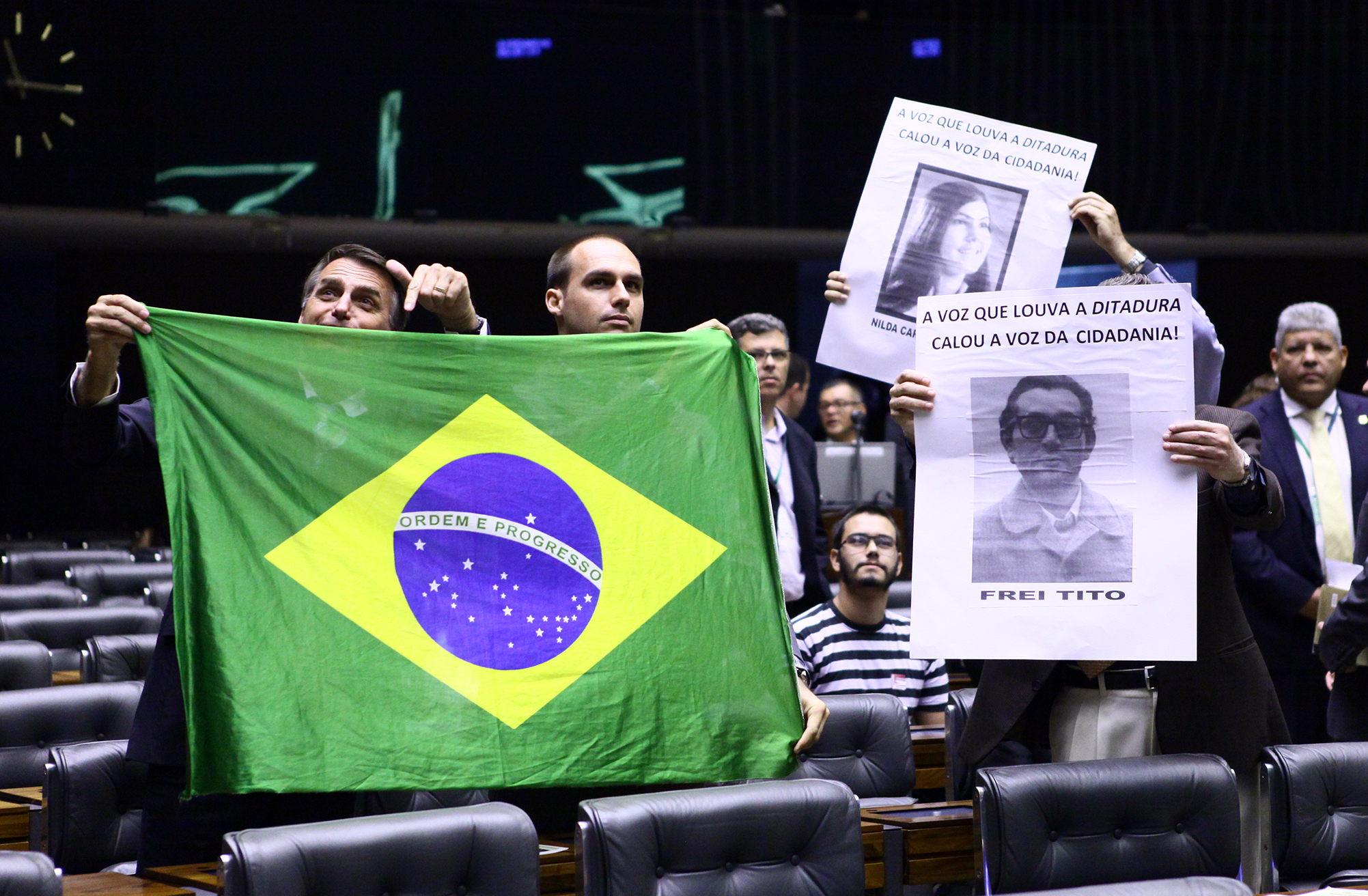
Jair Bolsonaro, em 1.º de abril de 2014, junto a seu filho Eduardo, com uma bandeira do Brasil mostrando seu apoio à ditadura militar ao lado de opositores

No final de outubro de 2019, Eduardo disse que um "novo AI-5" era uma possibilidade em caso de "radicalização da esquerda" no Brasil. A fala ocorreu em entrevista ao canal da jornalista Leda Nagle no YouTube, após uma pergunta sobre os protestos no Chile. O Ato Institucional n.º 5 (AI-5) foi editado em 1968, no período mais duro da ditadura militar brasileira e resultou na dissolução do Congresso Nacional e das assembleias legislativas estaduais, além de suspender as garantias constitucionais, permitir a cassação de direitos políticos de forma sumária e o fim do habeas corpus. O período que se seguiu ao AI-5 foi marcado por intensificação da censura e repressão política, com torturas e assassinatos de opositores do regime.
A declaração de Eduardo gerou ampla reação negativa de partidos de esquerda, centro e direita, além do poder judiciário. A oposição disse que vai denunciar Eduardo ao Conselho de Ética e Decoro Parlamentar. O presidente da Câmara, Rodrigo Maia, disse em nota oficial que a declaração sobre o AI-5 era "repugnante" e que a "apologia reiterada a instrumentos da ditadura é passível de punição pelas ferramentas que detêm as instituições democráticas brasileiras".
A Constituição garante a Eduardo Bolsonaro não ser punido "por quaisquer de suas opiniões, palavras e votos", a chamada "imunidade parlamentar", prevista no artigo 53. No entanto, a própria Constituição também estabelece no artigo 55 que o parlamentar pode perder seu mandato por "quebra de decoro" se houver "abuso das prerrogativas (direitos)" garantidos aos congressistas. Com base nisso, a oposição anunciou que irá pedir a cassação de Eduardo no Conselho de Ética e Decoro Parlamentar.
Depois da forte reação negativa e de ser repreendido pelo presidente Jair Bolsonaro, o deputado disse ter sido mal interpretado ao programa Brasil Urgente, da Band, e pediu desculpas pela declaração.

### Evento sem autorização no DF
Em novembro de 2019, Eduardo Bolsonaro comunicou numa rede social um convite para a população ir ao "Cine Brasil", em Brasília. Segundo Eduardo Bolsonaro, o filme "conta a história do Brasil" e "desagrada seu professor de história, que tenta te enviesar ideologicamente para que você acredite apenas no que ele diz". O Correio Braziliense investigou o caso e descobriu que Eduardo Bolsonaro, até o momento do anúncio, não tinha autorização para o evento. Moradores de Vila Planalto não gostaram da decisão, tendo em vista que o filme distorce fatos históricos provados. Os deputados distritais Fábio Felix (PSOL), Leandro Grass (Rede) e Arlete Sampaio (PT) emitiram notas de repúdio que classificam o filme como uma afronta à democracia, narrado "de forma a desconstruir a violência do regime, justificando a atuação militar e a repressão contra os civis".

### Crime eleitoral
Em maio de 2023, Nikolas Ferreira, Carla Zambelli, Eduardo Bolsonaro e Flávio Bolsonaro foram multados pela divulgação de vídeo descontextualizado sobre Lula durante as eleições de 2022. Segundo a decisão do TSE, os acusados compartilharam informações falsas em suas redes sociais com o intuito de prejudicar a candidatura do ex-presidente Lula. O vídeo, produzido por Ferreira e partilhado pelos parlamentares, associou o slogan “Faz o L” com o incentivo ao uso de drogas por crianças e adolescentes, a associação desses comportamentos à criminalidade e a propostas de censura de redes sociais.

### Publicação de notícias falsas sobre o Rio Grande do Sul
Em maio de 2024, o Palácio do Planalto apontou que o deputado federal Eduardo Bolsonaro, o senador Cleitinho Azevedo, do Republicanos e o influenciador Pablo Marçal estão na lista de responsáveis por postagens como "fake news" relacionadas às chuvas no Rio Grande do Sul.

### Articulação de sanções contra o Brasil nos Estados Unidos
Junto do blogueiro de extrema-direita Paulo Figueiredo, Eduardo Bolsonaro é tido como líder do lobby anti-Brasil nos Estados Unidos em 2025, articulando ativamente punições a autoridades brasileiras. Ambos admitiram participação em reuniões em Washington onde se discutiram sanções e tarifas comercias contra o Brasil; com efeito, em uma sabatina no podcast Inteligência Ltda., confessaram não apenas saber da possibilidade de taxação por Donald Trump, como terem opinado favoravelmente a ela.
Em 18 de março de 2025, Eduardo Bolsonaro anunciou que se licenciaria do cargo de deputado federal para passar um período nos Estados Unidos, sob alegação de perseguição política. Segundo ele, seu objetivo era se dedicar a convencer Donald Trump a atuar pela anistia dos envolvidos na tentativa golpista do 8 de Janeiro, bem como para obter sanções contra o ministro do Supremo Tribunal Federal Alexandre de Moraes.
Em 9 de julho, Trump enviou a Luiz Inácio Lula da Silva carta pública anunciando tarifa de 50% sobre produtos brasileiros como retaliação à suposta "perseguição" judicial de Jair Bolsonaro. Eduardo, em entrevista à jornalista Raquel Krähenbühl uma semana depois, defendeu a taxação, relacionando-a as decisões tomadas por Moraes, mencionando ainda outras sanções contra o Brasil. Ele mais tarde afirmou que Trump mostrou sanções a ele antes do anúncio, e que apoiava o tarifaço, embora tenha defendido "apenas" sanções contra Moraes inicialmente.
Em julho de 2025, o governo dos Estados Unidos revogou os vistos de entrada de diversos ministros do Supremo Tribunal Federal, incluindo Alexandre de Moraes, bem como de seus familiares e "aliados", e da Procuradoria-Geral da República, alegando "caça às bruxas política" contra o ex-presidente Jair Bolsonaro. O secretário de Estado Marco Rubio afirmou que "a perseguição política viola direitos e se estende além das fronteiras do Brasil"; nessa mesma ocasião, Eduardo Bolsonaro foi diplomático nas articulações em Washington para pressionar o governo Trump, e agradeceu publicamente a Trump e Rubio pela medida e declarou que "não haverá recuo". Investigadores das relações diplomáticas indicam que ele buscou apoio para aplicar o mecanismo da lei Magnitsky contra as autoridades brasileiras atingidas, contemplando sanções financeiras mais severas, como congelamento de bens e restrições bancárias.
Também em julho de 2025, Eduardo sugeriu, de forma velada, uma possível intervenção militar estrangeira no Brasil, ao ironizar Alexandre de Moraes. Em vídeo divulgado nas redes sociais, afirmou que é "muito mais fácil um porta-aviões americano chegar no lago Paranoá; se Deus quiser, chegará em breve", em referência sarcástica à geografia de Brasília, que soou como uma convocação simbólica de pressão externa sobre as instituições brasileiras. As medidas provocaram grande tensão diplomática entre Brasil e os Estados Unidos. O governo brasileiro qualificou a revogação dos vistos como "ingerência inaceitável", convocou o embaixador estadunidense para prestar esclarecimentos e anunciou possíveis medidas de retaliação, incluindo investigação por meio da Organização Mundial do Comércio ou tarifas equivalentes.
Em 20 de julho, Eduardo fez declarações contra a Polícia Federal, chamando seus membros de "cachorrinho" e afirmando que iria se "mexer aqui", em referência ao delegado Fábio Alvarez Shor. A declaração foi descrita por Josias de Souza como uma "estratégia suicida". O diretor-geral da Polícia Federal, Andrei Rodrigues, afirmou que "nenhum investigado intimidará a PF" e que as falas de Eduardo seriam incluídas no inquérito contra o parlamentar que apura obstrução de Justiça, coação no curso do processo e tentativa de abolição violenta do Estado Democrático de Direito.
Em 21 de julho, o ministro Alexandre de Moraes determinou o bloqueio dos bens, contas bancárias e chave Pix de Eduardo a fim de dificultar suas ações contra o Brasil nos Estados Unidos. Houve análise da possibilidade de decretar sua prisão, mas foi descartada por ser considerada de baixa efetividade. O bloqueio também teria afetado transferências de recursos feitas por Jair Bolsonaro, que já havia enviado 2 milhões de reais para bancar a estadia de seu filho nos Estados Unidos.

## Desempenho eleitoral
| Ano  | Eleição                         | Partido | Cargo            | Votos     | %     | Resultado | Ref     |
| ---- | ------------------------------- | ------- | ---------------- | --------- | ----- | --------- | ------- |
| 2014 | Eleições estaduais em São Paulo | PSC     | Deputado Federal | 82.224    | 0,39% | Eleito    | [ 98 ]  |
| 2018 | Eleições estaduais em São Paulo | PSL     | Deputado Federal | 1.843.735 | 8,74% | Eleito    | [ 99 ]  |
| 2022 | Eleições estaduais em São Paulo | PL      | Deputado Federal | 741.701   | 3,12% | Eleito    | [ 100 ] |

## Premiações
Em 2015, ficou em primeiro lugar na categoria Combate à Corrupção e ao Crime Organizado, do Prêmio Congresso em Foco 2015. Bolsonaro teve 16 769 votos, mais de 10 mil à frente do segundo lugar.
Em 2017, ficou em primeiro lugar, na categoria de Melhor Deputado do Ano pelo Voto Popular, do Prêmio Congresso em Foco 2017. Bolsonaro teve 55 256 votos, quase o triplo do segundo colocado.